# Rebutia albiareolata

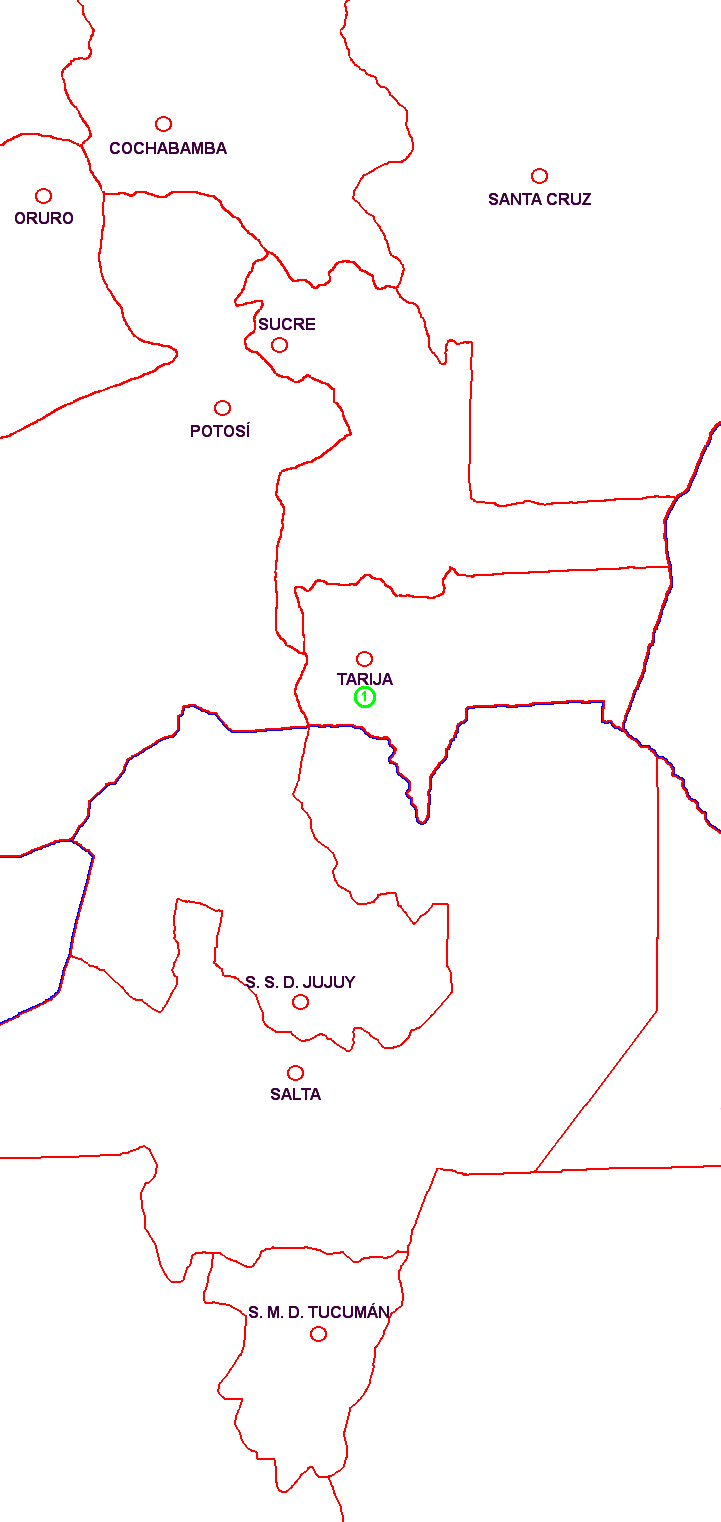
Mapa rozšíření R. albiareolata

Rebutia albiareolata je pěstitelsky zajímavý druh rodu rebucie, který pravidelně a hojně kvete. Pojmenován byl podle vzhledu svých areol, pokrytých hojnou bílou vlnou, albiareolatus znamená s bílými areolami.

 

## Rebutia albiareolataRitter
Ritter, Friedrich; Kakteen und andere Sukkulenten, 28: 78, 1977
Sekce Aylostera, řada Pseudodeminuta

### Popis
Stonek jednotlivý, kulovitý, v kultuře více protáhlý a poněkud odnožující, 30 - 50 mm široký, se silnějším řepovitým kořenem; pokožka světle zelená, často trochu červeně nabíhající. Žeber asi 16, spirálovitá, zcela rozložená do ploše kulovitých, asi 2 mm vysokých hrbolků; areoly oválné, 1 - 2 mm velké, 3 - 4 mm navzájem vzdálené, pokryté hojnou, dlouho vytrvávající, bílou vlnou. Okrajových trnů 10 - 14, nažloutlé, později bílé, 6 - 10 mm dlouhé, tence jehlovité, přímé, stranou a poněkud ven směřující; středových trnů několik, přímé nebo málo prohnuté, odstávající, rezavě hnědé až bílé s rezavě hnědou špičkou, 8 - 15 mm dlouhé.
Květy ze spodních areol, 30 - 40 mm dlouhé, samosprašné; květní lůžko kulovité, 3 - 4 mm široké, pokryté úzkými šupinami, v jejich paždí bílá vlna a bílé štětiny; květní trubka nálevkovitá, v dolní části stopkovitě srostlá s čnělkou v délce asi 6 mm, světle načervenale zelená, se světle olivově zelenými šupinami, v horní části bez vlny a štětin; okvětní lístky úzce kopisťovité, 17 - 20 mm dlouhé a 4 - 6 mm široké, s malou špičkou, řeřichově až šarlatově červené, vně tmavší; nitky bílé, 7 - 12 mm dlouhé, nejdelší nahoře, prašníky světle žluté; čnělka a blizna nažloutlé, 4 - 5 roztažených ramen blizny v úrovni nejvyšších prašníků. Plod kulovitý, 5 - 6 mm velký, pokrytý jako květní lůžko. Semena černohnědá, 1,2 mm dlouhá a 0,9 mm široká, velmi jemně hrbolatá.

### Variety a formy
R. albiareolata je druh v našich sbírkách málo proměnlivý. Kromě rozdílů ve tvaru těla a síle otrnění, které jsou závislé na podmínkách kultury, lze nalézt určité kolísání ve vybarvení středových trnů a také ve vybarvení květů, kde se mísí v různém poměru dvě základní barvy, řeřichově oranžově červená a šarlatově červená, výsledný odstín barvy pak může být více oranžový nebo více červený. Barva květů se mění i v závislosti na době kvetení, při rozkvětu mají květy sytější, více červené zbarvení, následující dny květy blednou a v celkové barvě se zvyšuje zastoupení žluté. Kromě původního sběru F. Rittera, podle kterého byl druh popsán, dlouho žádný jiný sběr sem nebyl přiřazen. V našich sbírkách lze často tyto rostliny nalézt také pod nesprávným označením R. albipilosa. Nově byly jako R. albiareolata respektive R. fiebrigii ´albiareolata´ označeny sběry RH 1037a, 1046 a 1054.

### Výskyt a rozšíření
R. albiareolata pochází z Bolívie, z departamentu Tarija. F Ritter nalezl tento druh roku 1958 v provincii Arce u Padcaya. Na typové lokalitě roste společně s R. kupperiana aniž by zde bylo možno nalézt vzájemné křížence těchto dvou druhů. Sběry R. Hillmanna pocházejí z Bolívie, departamentu Tarija, provincie Arce, sběry RH 1037a, 1046 od Padcaya, sběr RH 1054 od Canas (východně od Padcaya).